# جوناثون هنت
جوناثون هنت (بالإنجليزية: Jonathon Hunt)‏ هو متزلج فني أمريكي، ولد في 1 يوليو 1981.

## وصلات خارجية
- جوناثون هنت على موقع الاتحاد الدولي للتزلج (الإنجليزية)
- جوناثون هنت على موقع الاتحاد الدولي للتزلج (الإنجليزية)